# Gaspar Llamazares
Gaspar Llamazares Trigo (* 28. listopadu 1957, Logroño, Španělsko) je španělský politik a poslanec za Komunistickou stranu Španělska (španělsky: Partido Comunista de España). V letech 2001 až 2008 byl lídrem koalice levicových stran Izquierda Unida (IU, česky: Sjednocená levice). Na stránky světových médií se dostal díky využití jeho fotografie americkým Federálním úřadem pro vyšetřování (FBI). Ten použil Llamazaresovu fotografii k rekonstrukci možné podoby teroristy Usámy bin Ládina. Ve čtvrtek 4. února 2010 se podle rakouské tiskové agentury APA americká FBI Llamazaresovi písemně omluvila za využití fotky bez jeho vědomí.